# BEAMS
BEAMS是一家总部位于东京涩谷区神宫前的精选商店，主要销售进口和原创服装及杂货。也是BEAMS旗下原创服装杂货品牌。
成立于1976年，是日本精选商店的先驱。截至2022年2月，日本国内有167家店铺，海外有10家店铺。与UNITED ARROWS、SHIPS并称日本精选店御三家之一。

## 概述
BEAMS由以下三个组织组成。

### 新光株式会社服装事业部
它是Beams集团的母公司，对各公司进行监督和管理指导。此外，该公司还经营Beams Men's Shop，销售进口服装、原创服装和杂货。

### BEAMS公司
经营Beams Ladies Shop，制造原创服装，进口和销售海外服装及杂货。

### BEAMS创意公司
进行与产品开发、店铺开发和市场开发相关的研究、策划和制作，与广告和促销相关的策划和制作，与广告和促销相关的规划和制作；音乐制作和出版。

## 名称由来
现任社长设乐洋的父亲设乐悦三当时经营着一家纸板工厂。1975年由于石油危机导致纸价飙升，纸板厂生意每况愈下。他向设乐洋提议，想开一家面向年轻人的时装店。悦三的妻子强烈反对，从未听说过这一想法的设乐洋提出，商店应该销售美国的生活用品，并决定帮忙。1976年在东京原宿开设了一家商店，第一家店只有6.5坪。他将商店命名为BEAMS，取自他父亲的公司“新光株式会社.”的第一个字“光”的英文。

## 历史

### 创业期
创始人设乐悦三最初经营新光株式会社，该公司成立于1953年，主要生产纸箱。1976年，他在原宿开设了一家面积为6.5坪（3.5平方米）的西式商店“AMERICAN LIFE SHOP BEAMS”，由他1975年左右在新宿一家酒吧认识的重松理（后来成为United Arrows的创始人和名誉董事长）担任店长。该店通过直接从美国西海岸进口休闲服装取得了巨大成功，并于1977年在涩谷开设了第二家店。
支持公司早期发展的是它与平凡出版（现MAGAZINE HOUSE）的深厚渊源。设乐洋当时在电通工作，他在庆应义塾大学读书时结识的小黑一三当时在平凡出版工作，通过小黑，公司与当时担任《POPEYE》杂志编辑的石川次郎、松山猛和北村胜彦建立了联系。POPEYE编辑部向BEAMS提供了有关美国时尚的信息，BEAMS随后购买了这些信息并在《Popeye》杂志上进行了介绍，形成了一个循环，成为BEAMS迅速崛起的动力。

### 1980年代
1983年，由于设乐悦三生病，设乐洋从电通转到BEAMS，担任总经理，负责市场营销。与此同时，从公司成立之初就一直担任买手的重松理担任常务董事，负责监督买手，并开发了一个又一个新品牌。在此期间，Beams公司的规模显著扩大。1989年，BEAMS与本田合作，参加了铃鹿8小时耐力赛，并在首次亮相时就获得了冠军。然而在这之后的第二天，包括重松理在内的约30名有职位的员工立即递交了辞呈。在大型服装公司World的赞助下，他创办了一家名为“United Arrows”的新精品店，与BEAMS竞争。

### 1990年代
重松理和其他买手的集体离职使BEAMS陷入了混乱，但公司通过提拔松山两三和南马越一义等年轻买手克服了困境。他们还与经常介绍Beams产品的世界文化社的《Begin》杂志建立了密切的关系，这进一步增加了BEAMS的销量。有研究发现，在重松理等人离开BEAMS、成立United Arrows后，设乐洋和重松理之间的关系并没有被切断，他们仍然相互尊重，保持着良好的朋友关系，如在媒体上进行对话、互相称赞等。

### 走向国际
2005年5月，BEAMS将业务拓展到国际市场。他们在香港开设了第一家海外分店。2006年，公司再次将业务扩展到多个不同地点，诸如纽约、伦敦和巴黎。

## 旗下品牌

### BEAMS
BEAMS的核心产品线。以“BASIC & EXCITING”为主题的休闲时尚产品。

### BEAMS F
以西装和其他厚重服装为基础的产品线。

### International Gallery BEAMS
BEAMS旗下的高级品牌，以进口和奢华设计为主。

### Ray BEAMS
女装品牌。

### BEAMS BOY
女装品牌，比Ray BEAMS更男性化。

### B:MING by BEAMS
提供男装、女装、休闲装、商务装、童装、婴儿装和杂货。

### BEAMS T
以T恤为主的子品牌。

### BEAMS+
美式成人休闲款

### B印YOSHIDA
BEAMS和吉田公司的联合品牌，包括与PORTER合作的特别定制商品。

### mmts
与中川翔子共同合作的品牌。销售表达中川翔子共世界观的原创商品。该品牌的部分销售收入用于捐赠动物收容所，以保护流浪猫狗等动物。

### BEAMS mini
专为3-7岁儿童设计的时尚品牌。

### BEAMS GOLF
一个专门生产高尔夫球具的品牌。该品牌也是职业高尔夫球女运动员涩野日菜子最喜爱的品牌。

## 曾在广告中使用或作为形象人物的名人
- 劳拉[9][10][11]
- 加藤罗莎[12]
- 清野菜名[13][14]
- 小松菜奈[15]
- 三吉彩花[16]
- 柳俊太郎
- 永野芽郁
- 松尾谕
- 伊藤美来[17]
- 齐藤朱夏[18]
- 横田真悠[19]
- 池田美优[20]
- 木村KAELA[21]
- 井桁弘恵[22][23]
- KATY
- 生田衣梨奈（早安少女组。）[24][25]
- 黑岛结菜[26][27]
- 长泽雅美[28][29]
- 忽那汐里[30][31]
- 上坂堇与洲崎绫[32]
- TrySail[33][34]
- 日向坂46[35]
- ANGERME